# Marykirk
Marykirk, schottisch-gälisch: Obar Luathnait; von mittelalterlich „Abirlothenot“, später Aberluthnott ist eine Ortschaft am Südrand der schottischen Council Area Aberdeenshire. Sie liegt rund acht Kilometer nordwestlich von Montrose und 27 Kilometer südwestlich von Stonehaven am North Esk, welcher die Grenze zwischen Aberdeenshire und Angus markiert.

## Geschichte
Im Jahre 1242 wurde erstmals eine Kirche am Standort urkundlich erwähnt, welche der Jungfrau Maria geweiht war. Diese heute als Old Aberluthnott Parish Church bezeichnete ehemalige Pfarrkirche wurde mit dem Bau der heutigen Aberluthnott Parish Church im Jahre 1806 obsolet. Der Name Marykirk leitet sich von der mittelalterlichen Marienkirche ab.
Nahe Marykirk entstand im Jahre 1636 das Tower House Inglismaldie Castle Der lokale Laird lebte auf dem rund 600 Meter nördlich der Ortschaft gelegenen, im Jahre 1765 errichteten Herrenhaus Balmanno House. Mit der Marykirk Bridge wurde im Jahre 1814 eine Querung des North Esks fertiggestellt. Da der Fluss damals bereits die Grenze zwischen zwei Grafschaften (Forfarshire und Kincardineshire) markierte, befand sich an der Brücke ein Zollhaus.
Der Ingenieur James Blyth ist in Marykirk geboren. 1887 installierte er dort in seinem Garten das erste Windrad, das der elektrischen Stromerzeugung diente. Mit diesem betrieb er die Beleuchtung seines Hauses.
Zwischen 1841 und 1881 sank die Einwohnerzahl Marykirks von 2387 auf 1461.

## Verkehr
Die von Laurencekirk nach Montrose führende A937 bildet die Hauptverkehrsstraße von Marykirk. Sie bindet die Ortschaft im Westen an die A90 (Edinburgh–Fraserburgh) und im Osten an die A92 (Dunfermline–Stonehaven) an.
An der 1849 eröffneten Aberdeen Railway erhielt Marykirk einen eigenen Bahnhof. Dieser war jedoch ein gutes Stück nördlich der Ortschaft, und damit ungünstig gelegen. Obschon die Bahnstrecke weiterhin in Betrieb ist, wurde der Bahnhof von Marykirk 1956 aufgelassen.